# 楊保宗
楊 保宗（よう ほそう）は、後仇池の第4代君主。父は楊玄。兄は楊保顕。弟は楊保熾・楊文徳。

## 略歴
429年に父の楊玄が死去したため跡を継いだが、すぐに叔父の楊難当に背かれて廃された。432年には楊難当の命令で宕昌の鎮守に出されたが、すぐに楊難当に反乱を起こした。しかし失敗して捕らえられ、435年に許されて董亭の鎮守に出されたが、兄の楊保顕と共に北魏に亡命した。
後に叔父の楊難当が大秦王を号して独立し北魏領の上邽を攻撃すると、北魏は楊保宗を上邽に鎮守させて防がせた。442年に後仇池が滅びた後の443年4月、北魏に謀反を起こそうとして捕らえられ、処刑された。